# Charles Claude Ange Monneron
Pour les articles homonymes, voir Monneron.
Charles Claude Ange Monneron (1735-1799), négociant, banquier, intendant général de Pondichéry en 1769, commissaire-ordonnateur des établissements français de l'Inde de 1784 à 1786, fut député aux États généraux de 1789, puis député à l'Assemblée constituante, né le 5 avril 1735 à Antibes, décédé le 30 mai 1799 à Annonay.

## Contexte
Il acquit une fortune considérable dans les Indes comme intendant de la Compagnie française des Indes orientales et fut député d'Annonay aux États généraux de 1789.
Ses frères Louis Monneron (1742-1805) et Pierre Antoine Monneron (1747-1801) furent députés à l'Assemblée Constituante pour les Indes orientales et pour l'Île de France. Un autre frère, Joseph François Augustin Monneron (1756-1826), fut député de Paris à l'Assemblée législative et donna sa démission en 1792. Sous le Directoire, Joseph François Augustin Monneron devint Directeur général de la Caisse des comptes courants. Il fit banqueroute en 1798 en s'enfuyant avec la caisse.

## Biographie
Il commença de bonne heure à servir l'état. Dès l'âge de 14 ans, en 1749, il entra à la direction des Tabacs à Amiens, puis un an plus tard à Dieppe, et devient dans cette ville commis aux écritures à la fin de 1750.
Ce fut sans doute grâce à la protection de son parent, Dupleix, cousin germain de sa mère, qu'il quitta les Tabacs pour être surnuméraire au bureau des livres de la Compagnie des Indes. Il avait alors 19 ans, mais 4 ans plus tard, en 1758, il s'embarqua pour Pondichéry, avec le titre de Commis de la Compagnie, puis de Greffier.
Lors de la prise de Pondichéry par les Anglais, il fut embarqué pour rentrer en France mais son navire fut pris par les vaisseaux ennemis et il fut fait prisonnier. Il retourne à Pondichéry en 1764 lorsqu'elle fut rendue à la France. La nomination d'Intendant Général de Pondichéry est signée de la main même du Roi Louis XV, le 20 février 1769, et enregistrée à Pondichéry le 16 août 1769.
En 1771, il revint en France pour des raisons de santé et, nommé Inspecteur des Tabacs, il resta longtemps à Paris. Il s'embarqua pour retourner en Inde à Rochefort le 2 septembre 1782, à l'âge de 47 ans, avec le titre de Commissaire Ordonnateur de la Marine, mais son navire fut encore pris et pour la seconde fois, il fut emmené prisonnier de guerre en Angleterre. Il finit néanmoins par arriver à Pondichéry en août 1783; il était en 1784 commissaire-ordonnateur des établissements français de l'Inde faisant fonction d'Intendant-Général dans tous les établissements français au-delà du Cap de Bonne-Espérance.

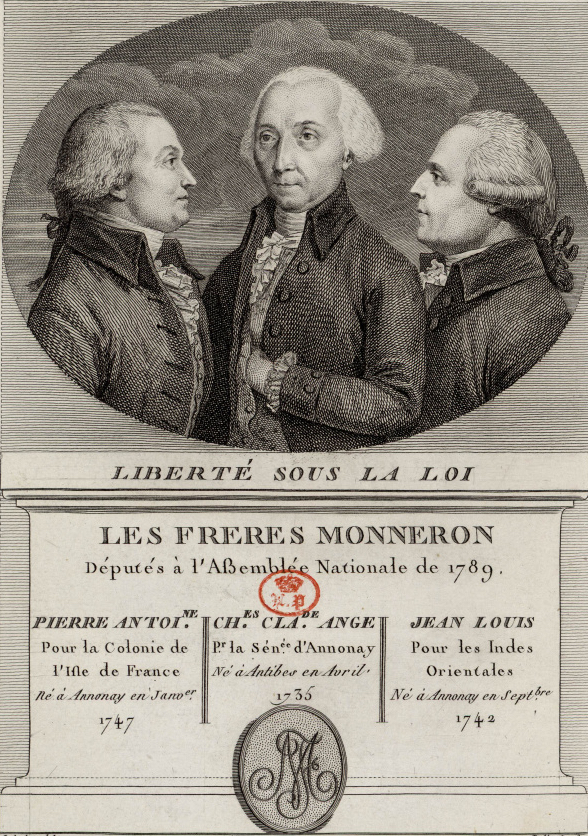
Les frères Monneron.
De gauche à droite : Pierre-Antoine (1747-1811), Charles-Claude-Ange (1735-1804), Jean-Louis (1742-1805).

Dès 1786, sa santé le força à renoncer à ses fonctions et à quitter l'Inde pour toujours. Il revint se fixer à Annonay et fut chargé de représenter la Sénéchaussée aux États généraux de 1789 (après une élection par 164 voix sur 242 votants).
Monneron prit le soin d'écrire un très curieux Journal.
Il mourut à Annonay en 1799. Il était célibataire et laisse le souvenir d'un fonctionnaire très honorable. Il avait été commanditaire des frères Montgolfier et en 1791 obtint le privilège de frapper monnaie.

## Publications
- Journal relatant les évènements lors des États-Généraux de 1789
- Recueil de pensées, qui ne rappellent que de très loin Pascal, La Bruyère & La Rochefoucauld

## Sources
- site geneanet samlap